# Kanton Putanges-Pont-Écrepin
Der Kanton Putanges-Pont-Écrepin war von 1790 bis 2015 ein französischer Kanton im Arrondissement Argentan, im Département Orne und in der Region Basse-Normandie; sein Hauptort war Putanges-Pont-Écrepin. Der Kanton war 207,42 km² groß und hatte (1999) 4.503 Einwohner, was einer Bevölkerungsdichte von 22 Einwohnern pro km² entsprach. Er lag im Mittel auf 232 Meter über dem Meeresspiegel, zwischen 50 m in Saint-Philbert-sur-Orne und 276 m in Sainte-Honorine-la-Guillaume. 

## Gemeinden
Der Kanton bestand aus 21 Gemeinden:
| Gemeinde                     | Einwohner Jahr | Fläche km² | Bevölkerungsdichte | Code INSEE | Postleitzahl |
| ---------------------------- | -------------- | ---------- | ------------------ | ---------- | ------------ |
| Bazoches-au-Houlme           | 508 (2013)     | –          | – Einw./km²        | 61028      | 61210        |
| Champcerie                   | 143 (2013)     | –          | – Einw./km²        | 61084      | 61210        |
| Chênedouit                   | 164 (2013)     | –          | – Einw./km²        | 61106      | 61210        |
| La Forêt-Auvray              | 179 (2013)     | –          | – Einw./km²        | 61174      | 61210        |
| La Fresnaye-au-Sauvage       | 220 (2013)     | –          | – Einw./km²        | 61179      | 61210        |
| Giel-Courteilles             | 453 (2013)     | –          | – Einw./km²        | 61189      | 61210        |
| Habloville                   | 317 (2013)     | –          | – Einw./km²        | 61199      | 61210        |
| Ménil-Gondouin               | 168 (2013)     | –          | – Einw./km²        | 61265      | 61210        |
| Ménil-Hermei                 | 207 (2013)     | –          | – Einw./km²        | 61267      | 61210        |
| Ménil-Jean                   | 127 (2013)     | –          | – Einw./km²        | 61270      | 61210        |
| Ménil-Vin                    | 56 (2013)      | –          | – Einw./km²        | 61273      | 61210        |
| Neuvy-au-Houlme              | 222 (2013)     | –          | – Einw./km²        | 61308      | 61210        |
| Putanges-le-Lac              | 2.169 (2013)   | –          | – Einw./km²        | 61339      | 61210        |
| Rabodanges                   | 144 (2013)     | –          | – Einw./km²        | 61340      | 61210        |
| Ri                           | 163 (2013)     | –          | – Einw./km²        | 61349      | 61210        |
| Rônai                        | 151 (2013)     | –          | – Einw./km²        | 61352      | 61210        |
| Les Rotours                  | 117 (2013)     | –          | – Einw./km²        | 61354      | 61210        |
| Saint-Aubert-sur-Orne        | 108 (2013)     | –          | – Einw./km²        | 61364      | 61210        |
| Saint-Philbert-sur-Orne      | 106 (2013)     | –          | – Einw./km²        | 61444      | 61210        |
| Sainte-Croix-sur-Orne        | 74 (2013)      | –          | – Einw./km²        | 61378      | 61210        |
| Sainte-Honorine-la-Guillaume | 354 (2013)     | –          | – Einw./km²        | 61408      | 61210        |

## Bevölkerungsentwicklung
| 1962 | 1968 | 1975 | 1982 | 1990 | 1999 | 2006 |
| ---- | ---- | ---- | ---- | ---- | ---- | ---- |
| 4842 | 5381 | 4716 | 4542 | 4475 | 4503 | 4994 |